# Open Gaz de France 2003
L'Open Gaz de France 2003 è stato un torneo di tennis giocato sul cemento indoor.
È stata l'11ª edizione dell'Open Gaz de France, che fa parte della categoria Tier II nell'ambito del WTA Tour 2003.
Si è giocato dal 3 all'8 febbraio 2003.

## Campionesse

### Singolare
Serena Williams ha battuto in finale  Amélie Mauresmo con il punteggio di 6–2, 6–3.

### Doppio
Barbara Schett /  Patty Schnyder hanno battuto in finale  Marion Bartoli /  Stéphanie Cohen-Aloro con il punteggio di 2–6, 6–2, 7–6(5).